# Griselles (Loiret)
Griselles è un comune francese di 810 abitanti situato nel dipartimento del Loiret nella regione del Centro-Valle della Loira.

## Società

### Evoluzione demografica
Abitanti censiti